# Mythstee
De Mythstee is een voormalig archeologisch terrein in een bos op de Veluwe, even ten zuiden van de Nederlandse plaats Nunspeet, bestaande uit een hoefijzervormige omwalling rondom een depressie in het landschap en een ven.

## Beschrijving
De Mythstee is gelegen nabij het Eibertjespad, in de omgeving van Huize De Vennen en het voormalige Ronde Huis. Het terrein kent een aantal oneffenheden waarvoor verschillende verklaringen bestaan. De Mythstee maakte tot en met 1937 deel uit van het gebied dat behoorde bij het Ronde Huis. In dat jaar wordt het Mythstee-terrein gevoegd bij het naburige landgoed De Vennen.
De Mythstee is lange tijd vrij toegankelijk geweest, maar de laatste decennia is het terrein voor publiek afgesloten. Op het terrein van De Mythstee zijn nog duidelijke sporen zichtbaar van een veldspoor, daterend uit de tijd dat het terrein bij het Ronde Huis hoorde. Het hek om het terrein is deels gemaakt van oude spoorrails. Ook de nog aanwezige coniferen, azalea's en rododendrons dateren uit deze periode.
De Mythstee was in 2003 vindplaats van de in Nederland verdwenen geachte bosknotswesp (Sapyga similis), en de vlieg Palloptera scutellata.

## Archeologische onderzoeken
De Mythstee wordt voor het eerst vermeld in een publicatie uit 1842. De plek wordt dan nog door heide omgeven.  Verschillende commentatoren hebben in de Mythstee de overblijfselen van een oude vergader- of gerechtsplaats willen zien. Aanleiding daartoe waren onder meer de drie verhogingen in de holte (in feite met zand overdekte houtresten), die als de restanten van zitplaatsen werden beschouwd; de halvemaanvormige wal zou eveneens ruimte hebben geboden aan een aantal zitplaatsen. Ook werd het geheel wel als het restant van een prehistorische offerplaats, schans of grafkoepel gezien.
Naar aanleiding van een melding van de mogelijke aanwezigheid van grafheuvels in de directe nabijheid van het terrein, en omdat het vermoeden bestond dat de drie verhogingen binnen de omwalling eveneens restanten van urnenheuvels zouden kunnen zijn, werd in 1938 door F.C. Bursch van het Rijksmuseum van Oudheden in Leiden ter plaatse een onderzoek verricht, dat echter niet werd afgerond en waaraan geen conclusies konden worden verbonden. Gevonden werden vele brandgaten in de wal en drie vijfhoeken in het midden van het terrein binnen de wal. Deze vijfhoeken lagen op gelijke afstand, naar de middelpunten gerekend. De middelste was groter dan de andere twee. Een van de door van der Aa vermelde ronde gaten, waar boomstammen zouden zijn gedolven, werd ook onderzocht. Dit bleek ongeveer een halve meter onder de bodem een laag houtskool te bevatten van ongeveer een handbreed dik. In 1944 werd de Mythstee nog eens uitgebreider geïnspecteerd en oudheidkundig onderzoek verricht onder wetenschappelijke leiding van prof. dr. A.G. van Giffen. Vrijwilligers van de Nederlandse Arbeidsdienst (NAD) die het graafwerk verrichtten, waren gehuisvest in het nabijgelegen werkkamp “Het Ronde Huis.” Bij deze gelegenheid zijn tekeningen en foto’s gemaakt die deden veronderstellen dat op deze plaats reeds in de prehistorie bewoning gekend heeft. De niervormige wal werd op enkele plaatsen doorgraven en het oppervlak binnen de wal werd onderzocht. Dr. van Giffen concludeerde dat de paalkransen, de zogenoemde 'zitplaatsen', op basis van houtsporen in de drie rond verhogingen geen oude zitplaatsen zijn geweest, maar waarschijnlijk 'wolfskamers', 'wolfskuilen' of 'moordkuilen', die voor de wolvenjacht werden gebruikt. De locatie werd sindsdien beschermd als "Terrein waarin een aarden wal of schans. Datering: waarschijnlijk prehistorie en middeleeuwen."
In de nabijheid van de Mythstee bevindt zich de Hemelsche Berg met de restanten van uitgeholde cirkels. Een paar honderd meter zuidelijker lag een urnenveld dat in 1920 bij een dennenaanplant geheel verwoest werd. In het midden van de 19de eeuw vermeldt van der Aa dat op beide kruinen van de Hemelsche Berg zich drie ronde gaten bevonden met een onderlinge afstand van acht ellen. “Men hout die voor heidense offerplaatsen.”

## Moderne verklaring
Nadat bij een inspectie in 1997 was gebleken dat de wal en de kuil geheel van natuurlijke oorsprong waren, is de Mythstee in het kader van de actualisering van het monumentenregister in de jaren 2000-2005 van de Archeologische Monumentenkaart verwijderd. De Mythstee wordt tegenwoordig beschouwd als een deflatiekom, waarvan het uitgestoven zand in de vorm van een wal rond de kom is gesedimenteerd. De houtsporen die onder de 'zitplaatsen' in de kuil zijn gevonden, kunnen niet met een urnenveld in verband worden gebracht. Mogelijk zijn het resten van een middeleeuwse houtopslagplaats. De naam van de locatie wijst hier op: 'mijt' kan 'hooi- of houtstapel' betekenen. In de 19e eeuw werd de kuil door imkers gebruikt, die er in de zomer hun bijenkorven plaatsten.

## Volksverhalen
Over de Mythstee gaan diverse volksverhalen rond, al dan niet in relatie tot het ontstaan van het Ronde Huis. De verhalen gaan onder meer over waarnemingen van kabouters, spoken en geesten en suggereren dat op deze plek offerfeesten werden gehouden waarbij overwonnen Romeinen werden geofferd aan Wodan. De verhalen over het gebied duiken met name op in een manuscript van Eldermans, dat zich thans bevindt in het Museum of Witchcraft in Boscastle. De verhalen die Eldermans heeft opgetekend zijn voornamelijk ontleend aan het jaarverslag van het Rijksmuseum voor Oudheden uit 1938, de Geldersche Almanack uit 1842 en de publicatie Wodania van Johann Wilhelm Wolf. Een lang verhaal over de verweving van de Ronde Huis mythe met plaatselijke verhalen is opgetekend uit de mond van Johan Montenberg, met wie Eldermans rond begin jaren tachtig contact had. De bouw van Het Ronde Huis op die specifieke plek zou volgens een door Eldermans opgetekend volksverhaal samenhangen met het feit dat de pangermaanse ultranationalistische beweging Alldeutscher Verband (tot 1894 Allgemeiner deutscher Verein) de veronderstelde leylijnen na 1891 weer wilde herstellen.